# Nara (langue)
Pour les articles homonymes, voir Nara (homonymie).
Le nara (ou barea) est une langue nilo-saharienne parlée en Érythrée par la population nara.

## Dialectes
Selon Rilly (2010), les dialectes naras sont :
- le higir (ou hagr), parlé juste au nord de Barentu ;
- le mogoreeb, parlé plus à l’ouest, depuis les abords de la localité de Haicota jusqu’au village de Bisha ;
- le saantoorta, parlé à l’ouest de Barentu ; et
- le koyta, parlé au nord-est de Barentu.